# Charles L. Knapp

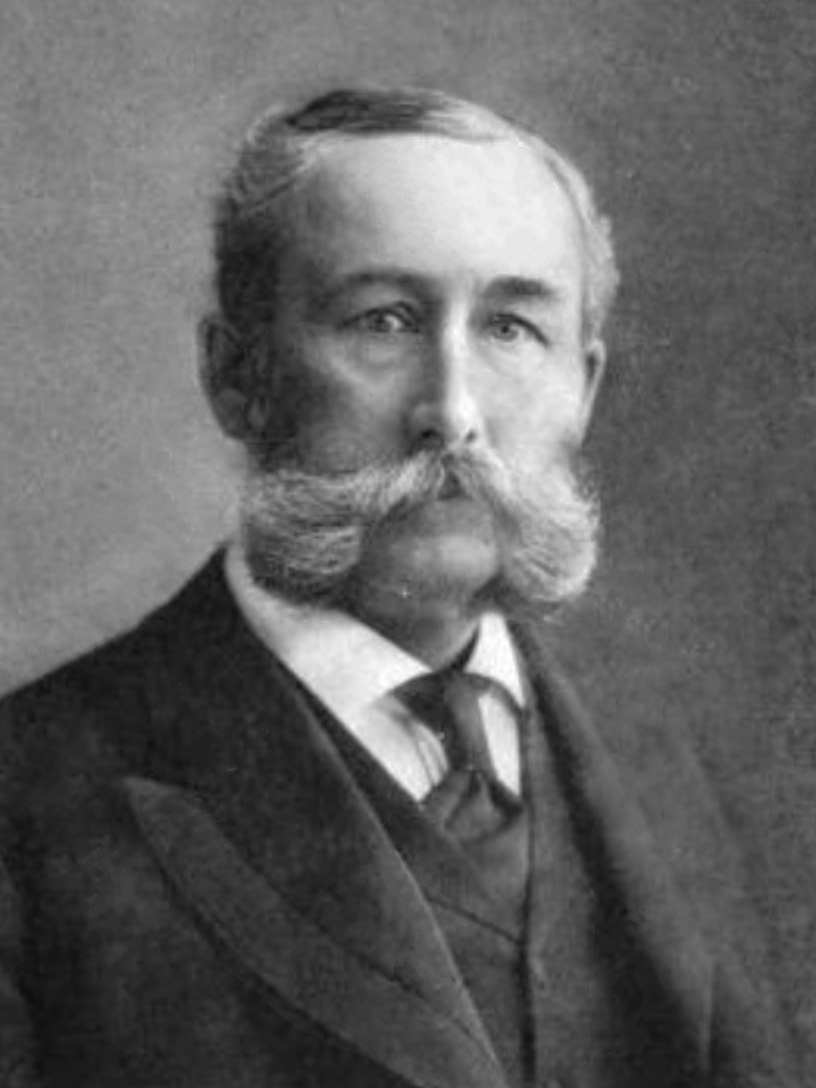
Charles L. Knapp

Charles Luman Knapp (* 4. Juli 1847 bei Harrisburg, New York; † 3. Januar 1929 in Lowville, New York) war ein US-amerikanischer Jurist und Politiker. Zwischen 1901 und 1911 vertrat er den Bundesstaat New York im US-Repräsentantenhaus.

## Werdegang
Charles Luman Knapp wurde während des Mexikanisch-Amerikanischen Krieges auf einer Farm bei Harrisburg im Lewis County geboren. Er besuchte Dorfschulen, die Lowville Academy und das Irving Institute in Tarrytown. Seine Jugend war vom Bürgerkrieg überschattet. 1869 graduierte er am Rutgers College in New Brunswick (New Jersey). Er studierte Jura. Nach dem Erhalt seiner Zulassung als Anwalt 1873 begann er in Lowville zu praktizieren. Er saß 1886 und 1887 im Senat von New York. Präsident Benjamin Harrison ernannte ihn 1889 zum Generalkonsul in Montreal (Kanada) – ein Posten, den er bis zu seinem Rücktritt im September 1893 innehatte. Er kehrte dann nach Lowville zurück, wo er wieder als Anwalt praktizierte. Ferner ging er Bankgeschäften nach.
Politisch gehörte er der Republikanischen Partei an. Er wurde in einer Nachwahl im 24. Wahlbezirk von New York in den 57. Kongress gewählt, um dort die Vakanz zu füllen, die durch den Tod von Albert D. Shaw entstand. Sein Sitz im US-Repräsentantenhaus nahm er am 5. November 1901 ein. Bei den Kongresswahlen des Jahres 1902 für den 58. Kongress wurde er im 28. Wahlbezirk von New York in das US-Repräsentantenhaus gewählt, wo er am 4. März 1903 die Nachfolge von Sereno E. Payne antrat. Er wurde drei Mal in Folge wiedergewählt. Da er auf eine erneute Wiederwahlkandidatur 1910 verzichtete, schied er nach dem 3. März 1911 aus dem Kongress aus. Während seiner Kongresszeit hatte er den Vorsitz über das Committee on Elections No. 1 (61. Kongress).
Nach seiner Kongresszeit nahm er in Lowville wieder seine Tätigkeit als Anwalt auf. Er verstarb dort am 3. Januar 1929 und wurde dann auf dem Rural Cemetery beigesetzt.